# Ptilogyna neocaledonica
Ptilogyna neocaledonica är en tvåvingeart som först beskrevs av Alexander 1948.  Ptilogyna neocaledonica ingår i släktet Ptilogyna och familjen storharkrankar. Inga underarter finns listade i Catalogue of Life.